# Iłża
Iłża ist eine Stadt in der Woiwodschaft Masowien in Polen. Sie ist Sitz der gleichnamigen Stadt-und-Land-Gemeinde mit 14.571 Einwohnern (Stand 31. Dezember 2020).

## Geschichte

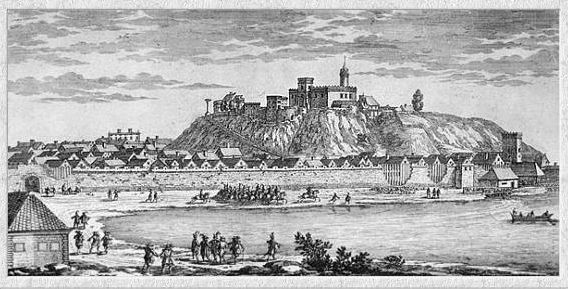
Iłża 1655

Im Jahr 1294 wurde dem Ort das Stadtrecht nach Magdeburger Recht verliehen. Das Stadtrecht wurde im Jahr 1413 von Władysław II. Jagiełło bestätigt. Bei der Dritten Teilung Polens kam die Stadt an Österreich und im Jahr 1809 an das neu entstandene Herzogtum Warschau. Im Jahr 1815 wurde Iłża Teil Kongresspolens.
Nach dem Januaraufstand im Jahr 1863 reduzierte Zar Alexander II. die Zahl der Orte mit Stadtrecht auf polnischem Gebiet, und so verlor auch Iłża im Jahr 1867 sein Stadtrecht. Nach dem Ersten Weltkrieg wurde Iłża Teil des wiederentstandenen Polens und erhielt im Jahr 1921 wieder das Stadtrecht. Beim Überfall auf Polen wurde die Stadt im September 1939 von der Wehrmacht besetzt. Die Besetzung endete mit dem Vorrücken der 1. Weißrussischen Front der Roten Armee, die Iłża am 16. Januar 1945 erreichte. In der Folge wurde die Stadt wieder Teil Polens.

## Kultur und Sehenswürdigkeiten

### Museen
In Iłża gibt es ein Regionalmuseum zur Geschichte der Region.

### Bauwerke

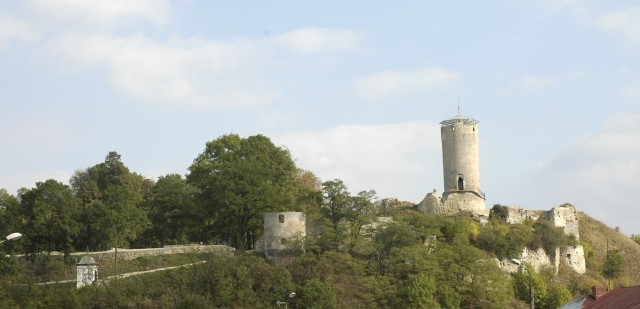
Das Schloss in Iłża

Die Burg der Stadt wurde zwischen 1327 und 1347 errichtet. Die erste urkundliche Erwähnung stammt aus dem Jahr 1334.

## Gemeinde
Zur Stadt-und-Land-Gemeinde (gmina miejsko-wiejska) Iłża gehören die Stadt selbst und 32 Dörfer mit Schulzenämtern.

## Wirtschaft und Infrastruktur
Die Arbeitslosigkeit lag 2008 bei 17,6 %.

### Verkehr
Die Stadt liegt an der Landesstraße DK9, zugleich Europastraße 371. Diese führt im Norden nach etwa 25 Kilometern durch Radom. Im Süden führt sie nach 150 Kilometern durch Rzeszów.
Der nächste internationale Flughafen ist der Frédéric-Chopin-Flughafen Warschau etwa 120 Kilometer nördlich.